# Božinjevac
Božinjevac (izvirno srbsko Божињевац) je naselje v Srbiji, ki upravno spada pod Občino Bujanovac; slednja pa je del Pčinjskega upravnega okraja.

## Demografija
V naselju, katerega izvirno (srbsko-cirilično) ime je Божињевац, živi 263 polnoletnih prebivalcev, pri čemer je njihova povprečna starost 34,3 let (32,2 pri moških in 36,5 pri ženskah). Naselje ima 92 gospodinjstev, pri čemer je povprečno število članov na gospodinjstvo 4,09.
To naselje je, glede na rezultate popisa iz leta 2002, večinoma srbsko, a v času zadnjih 3 popisov je opazen porast števila prebivalcev.
|  |

| Demografija | Demografija     | Demografija     |
| Leto        | Št. prebivalcev | Št. prebivalcev |
| ----------- | --------------- | --------------- |
|             |                 |                 |
|             |                 |                 |
|             |                 |                 |
|             |                 |                 |
| 1948        | 126             |                 |
| 1953        | 144             |                 |
| 1961        | 199             |                 |
| 1971        | 339             |                 |
| 1981        | 308             |                 |
| 1991        | 322             | 314             |
| 2002        | 388             | 376             |
|             |                 |                 |

| Etnična sestava po popisu iz leta 2002 | Etnična sestava po popisu iz leta 2002 | Etnična sestava po popisu iz leta 2002 | Etnična sestava po popisu iz leta 2002 | Etnična sestava po popisu iz leta 2002 |
| -------------------------------------- | -------------------------------------- | -------------------------------------- | -------------------------------------- | -------------------------------------- |
| Srbi                                   | Srbi                                   |                                        | 368                                    | 97,87%                                 |
| Bolgari                                | Bolgari                                |                                        | 4                                      | 1,06%                                  |
| Albanci                                | Albanci                                |                                        | 2                                      | 0,53%                                  |
| Hrvati                                 | Hrvati                                 |                                        | 1                                      | 0,26%                                  |
| Makedonci                              | Makedonci                              |                                        | 1                                      | 0,26%                                  |
| Neznano                                | Neznano                                |                                        | 0                                      | 0,0%                                   |